# András Botos
András Botos (Salgótarján, 6 marzo 1952) è un ex pugile ungherese.

## Palmarès

### Olimpiadi
- 1 medaglia:
  - 1 bronzo (Monaco di Baviera 1972 nei pesi piuma)